# Communauté de communes du Val Dunois
La communauté de communes du Val Dunois est une ancienne communauté de communes française, située dans le département de la Meuse et la région Grand Est.
La communauté, dont le siège social est à Doulcon, a été créée le 1er janvier 2001, par un arrêté préfectoral du 12 décembre 2000.
Elle est dissoute le 31 décembre 2016 pour former la communauté de communes du Pays de Stenay et du Val Dunois avec la communauté de communes du Pays de Stenay.

## Composition
La communauté de communes regroupait 22 communes et comptait 4 122 habitants en 2011.
| Nom                    | Code Insee | Gentilé       | Superficie (km2) | Population (dernière pop. légale) | Densité (hab./km2) |
| ---------------------- | ---------- | ------------- | ---------------- | --------------------------------- | ------------------ |
| Doulcon (siège)        | 55165      | Doulconais    | 8,57             | 441 (2014)                        | 51                 |
| Aincreville            | 55004      |               | 9,11             | 78 (2014)                         | 8,6                |
| Bantheville            | 55028      | Banthevillois | 14,28            | 130 (2014)                        | 9,1                |
| Brieulles-sur-Meuse    | 55078      | Brieulans     | 24,05            | 346 (2014)                        | 14                 |
| Cléry-le-Grand         | 55118      |               | 7,18             | 88 (2014)                         | 12                 |
| Cléry-le-Petit         | 55119      |               | 4,58             | 189 (2014)                        | 41                 |
| Cunel                  | 55140      |               | 4,69             | 13 (2014)                         | 2,8                |
| Dannevoux              | 55146      | Dannois       | 14,40            | 223 (2014)                        | 15                 |
| Dun-sur-Meuse          | 55167      | Dunois        | 6,41             | 687 (2014)                        | 107                |
| Fontaines-Saint-Clair  | 55192      |               | 6,23             | 49 (2014)                         | 7,9                |
| Liny-devant-Dun        | 55292      |               | 10,90            | 186 (2014)                        | 17                 |
| Lion-devant-Dun        | 55293      |               | 15,51            | 171 (2014)                        | 11                 |
| Milly-sur-Bradon       | 55338      | Millois       | 10,40            | 181 (2014)                        | 17                 |
| Mont-devant-Sassey     | 55345      |               | 8,22             | 97 (2014)                         | 12                 |
| Montigny-devant-Sassey | 55349      |               | 9,72             | 126 (2014)                        | 13                 |
| Murvaux                | 55365      |               | 14,21            | 146 (2014)                        | 10                 |
| Nantillois             | 55375      |               | 7,66             | 64 (2014)                         | 8,4                |
| Sassey-sur-Meuse       | 55469      |               | 4,33             | 109 (2014)                        | 25                 |
| Saulmory-Villefranche  | 55471      |               | 6,85             | 100 (2014)                        | 15                 |
| Sivry-sur-Meuse        | 55490      |               | 22,24            | 378 (2014)                        | 17                 |
| Villers-devant-Dun     | 55561      |               | 7,97             | 53 (2014)                         | 6,6                |
| Vilosnes-Haraumont     | 55571      | Vilosnois     | 15,41            | 216 (2014)                        | 14                 |

## Administration
Le Conseil communautaire est composé de 31 délégués, dont 6 vice-présidents.

### Présidents
| Période                                  | Période       | Identité           | Étiquette | Qualité                                                                      |
| ---------------------------------------- | ------------- | ------------------ | --------- | ---------------------------------------------------------------------------- |
| Les données manquantes sont à compléter. |               |                    |           |                                                                              |
| janvier 2001                             | 15 avril 2014 | Bernard Courtaux   |           | Maire de Doulcon (1977-2014) Conseiller général de Dun-sur-Meuse (1985-2011) |
| 15 avril 2014                            | En cours      | Albert de Carvalho |           | Maire de Sivry-sur-Meuse (depuis 2008)                                       |